# Senohrad
Senohrad – wieś (obec) na Słowacji położona w kraju bańskobystrzyckim, w powiecie Krupina. Pierwsze wzmianki o miejscowości pochodzą z roku 1135.
Według danych z dnia 31 grudnia 2012, wieś zamieszkiwały 782 osoby, w tym 379 kobiet i 403 mężczyzn.
W 2001 roku rozkład populacji względem narodowości i przynależności etnicznej wyglądał następująco:
- Słowacy – 95,26%
- Czesi – 0,13%
- Romowie – 0,53%

Ze względu na wyznawaną religię struktura mieszkańców kształtowała się w 2001 roku następująco:
- Katolicy rzymscy – 92,62%
- Grekokatolicy – 0,26%
- Ewangelicy – 1,19%
- Ateiści – 1,32%
- Nie podano – 4,61%